# Блэк-миди
Блэк-миди (англ. Black MIDI, от слова «black» — «черный», «грязный») — музыкальный жанр, состоящий из музыкальных ремиксов мелодий в формате MIDI, содержащих запредельно большое количество нот, обычно от десятков тысяч до миллиарда. Тем не менее, нет конкретных критериев того, что подпадает под категорию блэк-миди.

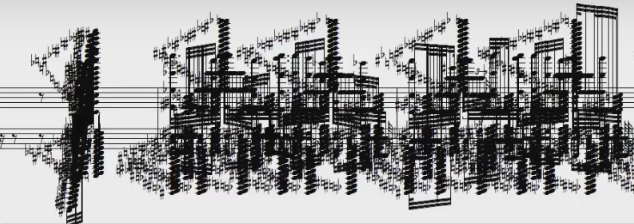
Визуализация отрывка музыки Black MIDI. Большое количество нот наслоено в непосредственной близости друг от друга так, что традиционные музыкальные партитуры выглядят почти полностью черными — отсюда и название «Black MIDI»

## История
Первой композицией в жанре блэк-миди был ремикс одного из музыкальных треков игры The Embodiment of Scarlet Devil серии Touhou Project. В 2009 году она была опубликована на японском видеохостинге Nico Nico Douga. Сначала Black MIDI набрал популярность в Китае, Японии и Корее. Число нот ограничивалось несколькими тысячами, и они записывались на двух нотоносцах. Композиции обычно создавались с помощью таких программ, как Music Studio Producer и Singer Song Writer, и проигрывались с помощью TiMidity++ и MAMPlayer.
Вторая волна популярности блэк-миди произошла в феврале 2011 года, когда пользователь YouTube Kakakakaito1998 загрузил композицию Bad Apple. После этого популярность блэк-миди распространилась в Европу и США. Самих же композиторов стали называть «нотными блэкерами». Нотные блэкеры со всего мира начали раздвигать границы стиля, создавая композиции с миллионами нот. Они также создали сайты Guide to Black MIDI и Official Black MIDI Wikia, которые ввели и установили стандарты блэк-миди.
Одной из первой такой группой считается Black MIDI Team. Они создавали MIDI-файлы и визуальные эффекты, чтобы их можно было загружать в Интернет.
Блэкеры по всему миру использовали такое программное обеспечение, как Synthesia, FL Studio, SynthFont, Virtual MIDI Piano Keyboard, Piano From Above, MIDITrail, vanBasco Karaoke Player, Ultralight MIDI Player (программа Java), Zenith, MAMPlayer, Music Studio Producer, Singer Song Writer, Tom’s MIDI Player, TMIDI и Timidity для создания и воспроизведения блэк-миди.

## Анализ и критика
Термин «блэк-миди» происходит от слова «black» («чёрный») и термина MIDI. Данный жанр именуется «черным», так как партитура подобных композиций больше похожа на чёрную область, чем на саму партитуру.. Он изначально был задуман как скорее стиль ремиксов, чем реальный жанр. Он также считается цифровым эквивалентом, а также ответом на использование композитором Конлоном Нанкарроу пианино, которое также включало эксперименты с несколькими толстыми нотами. Руководство по «блэк-миди», однако, отрицает это влияние: «Мы считаем, что ссылки на Конлона Нанкарроу и пианино слишком глубоки и что истоки „блэк-миди“ следует искать в мире цифровой музыки MIDI».
Блэк-миди впервые получил освещение в сентябре 2013 года благодаря Майклу Коннору, писателю некоммерческой художественной организации Rhizome, что привело к вниманию со стороны публикаций и блогеров, включая Aux, Адриана Чена из Gawker, Джейсона Коттке и The Verge. Он получил признание журналистов, блоггеров и электронных музыкантов, причем многие отметили его как особый и интересный жанр благодаря тому, как обычные фортепианные ноты объединяются для создания новых абстрактных звуков, которые не слышны во многих стилях музыки, а также визуальные эффекты, представляющие ноты.